# C. Sebastian Sommer

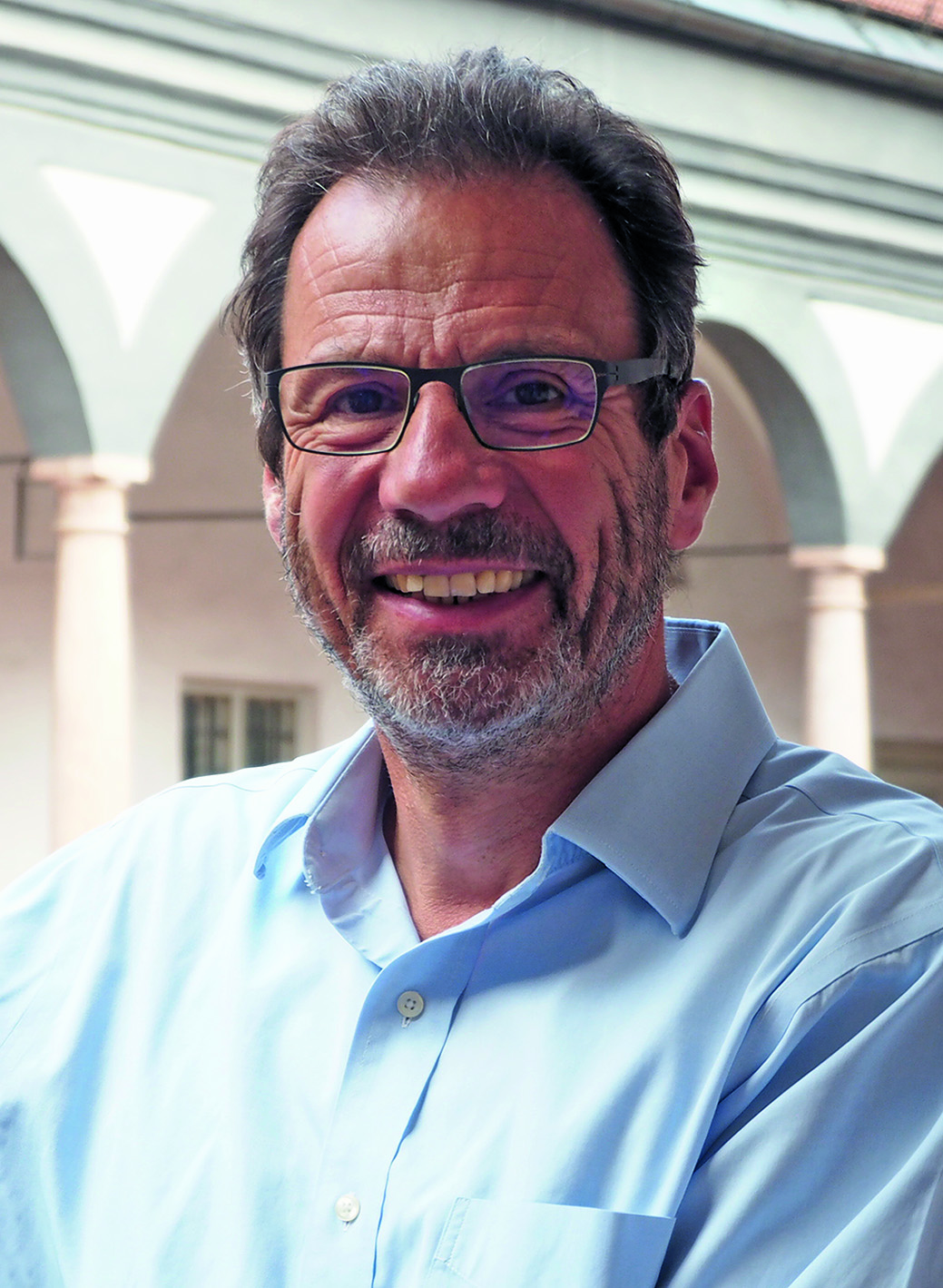
C. Sebastian Sommer (2018)

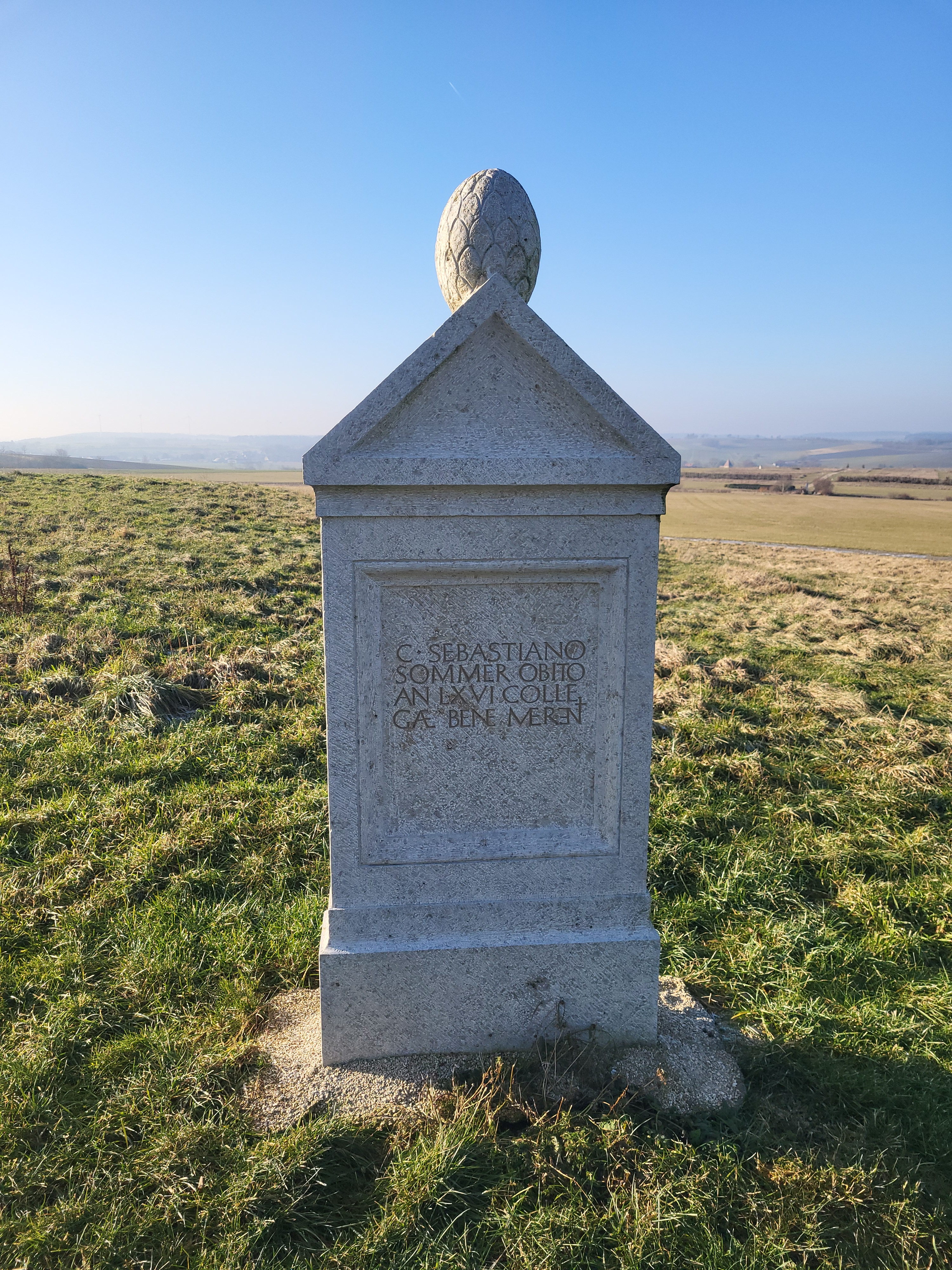
Gedenkstein im Römerpark Ruffenhofen

C. Sebastian Sommer (auch Sebastian Sommer; * 14. Januar 1956 in Stuttgart; † 12. Oktober 2021) war ein deutscher Provinzialrömischer Archäologe und Landesarchäologe von Bayern.

## Leben und wissenschaftlicher Werdegang
Sebastian Sommer wurde als Sohn eines Chemikers und einer Krankenschwester in Stuttgart geboren. Er besuchte von 1963 bis 1975 in Hofheim am Taunus die Schule und leistete anschließend bis 1976 seinen Wehrdienst bei der Marine ab. Zunächst studierte er von 1976 bis 1978 Chemie an der Johannes Gutenberg-Universität Mainz, anschließend von 1978 bis 1985 Vor- und Frühgeschichte, Osteologie, Numismatik und Alte Geschichte an der Ludwig-Maximilians-Universität München, der Universität Freiburg und der Universität Oxford bei Günter Ulbert, Hans Ulrich Nuber und Sheppard Frere. Sein Aufenthalt in Oxford fand im Rahmen eines zweijährigen Stipendiums am St Antony’s College statt. Sommer schloss seine Studien 1983 mit dem Master of Philosophy in Oxford ab.
Da ihm nach seiner Rückkehr aus England eine mehrjährige Grabungsleitung in Lopodunum, dem antiken Ladenburg, angetragen wurde, beschränkte er sich für seine Dissertation auf eine Arbeit, die bereits existierende Forschungsliteratur auswertete und in relativ kurzer Zeit zu bewerkstelligen war. Mit seiner Studie zu den Zivilsiedlungen (Vici) im Umfeld römischer Kastelle wurde er 1985 bei Günter Ulbert an der Ludwig-Maximilians-Universität München promoviert.
Sebastian Sommer nahm ab seiner Schulzeit an zahlreichen Ausgrabungen teil, so zum Beispiel in Heldenbergen (Kastell und Kastellvicus 1973–1976); Schwabmünchen (römisches Gräberfeld 1978, römische Töpfersiedlung 1979); Günzburg (römisches Graberfeld 1979–1980; Grabungsleitung); Schwabegg (Terra-Sigillata-Töpferei 1980; Grabungsleitung); Hofheim (Kastell 1981); Strageath (Kastell 1981), Lechlade (vorgeschichtliche Siedlungen 1981); Brandon Camp (römische Belegung in vorgeschichtlicher Befestigung 1992); Lincoln (Canabae 1982); Carlisle (Kastellvicus 1982) und Wroxeter (Basilika des Bads 1982).
Von 1984 bis 2001 war Sommer im Landesamt für Denkmalpflege Baden-Württemberg Referent für Provinzialrömische Archäologie und ab 1995 auch Leiter des Referats Schwerpunktgrabungen und Zentrale Fachdienste. Hier leitete er unter anderem Archäologische Grabungen im römischen Ladenburg (Lopodunum), in Rottweil und in Oberndorf am Neckar. 2002 wechselte er zum Bayerischen Landesamt für Denkmalpflege, wo er als Leiter der Abteilung Bodendenkmalpflege Landeskonservator und Stellvertreter des Generalkonservators, des Leiters des Bayerischen Landesamtes für Denkmalpflege, wurde. Sommer war Honorarprofessor Archäologische Denkmalpflege unter Berücksichtigung der Archäologie der Römischen Provinzen der Otto-Friedrich-Universität Bamberg und Dozent an der Bayerischen Verwaltungsschule.
Sommer war Mitglied der Gesellschaft für Archäologie in Bayern und deren Vorstand von 2002 bis 2004, Gründungsmitglied der Deutschen Limeskommission und ab 2009 deren Vorsitzender; er war außerdem Mitglied des Verbandes der Landesarchäologen und dessen Geschäftsführer ab 2003. Zudem war er Mitglied der Römisch-Germanischen Kommission des Deutschen Archäologischen Instituts und ordentliches Mitglied des Deutschen Archäologischen Instituts, der Kommission zur vergleichenden Archäologie römischer Alpen- und Donauländer der Bayerischen Akademie der Wissenschaften und ab 2006 Fellow der Society of Antiquaries of London. Seit den ersten Planungen im Jahr 2017 hat Sommer als langjähriges Mitglied des Chartered Institute for Archaeologists (CIfA) die Gründung einer deutschen Sektion des internationalen Berufsverbands mit Nachdruck und Engagement unterstützt; mit der Gründung von CIfA Deutschland im Jahr 2018 wurde er als Schriftführer Mitglied des engeren Vorstands.
Er arbeitete an den UNESCO-Welterbeanträgen zum Obergermanisch-Raetischen Limes (Frontiers of the Roman Empire; 2005) und zu den vorgeschichtlichen Pfahlbauten um die Alpen (Prehistoric Pile-dwellings around the Alps; 2011) mit und war einer der Hauptautoren des Welterbeantrages zum Donaulimes (Frontiers of the Roman Empire – The Danube; 2021). Als 2021 das Welterbekomitee den Donaulimes zum UNESCO-Welterbe ernannte, wurde dies als wesentlicher Erfolg von Sommers Wirken gewürdigt.
Sebastian Sommer starb überraschend an den Folgen einer Erkrankung am 12. Oktober 2021, nur wenige Wochen vor seiner Pensionierung. Er war verheiratet und hinterlässt drei Kinder.

## Schriften
- mit Wolfgang Czysz: Römische Keramik aus der Töpfersiedlung von Schwabmünchen im Landkreis Augsburg. Lassleben, Kallmünz/Opf. 1983, ISBN 3-7847-5122-9.
- The military vici in Roman Britain. Aspects of their origins, their location and layout, administration, function and end (= British Archaeological Reports. British Series 129). BAR, Oxford 1984, ISBN 0-86054-273-4 (Revised thesis (M.Phil.), University of Oxford, 1983).
- Kastellvicus und Kastell. Untersuchungen zum Zugmantel im Taunus und zu den Kastellvici in Obergermanien und Raetien. In: Fundberichte aus Baden-Württemberg. 13, 1988, ISSN 0071-9897, S. 457–707 (Digitalisat, überarbeitete und ergänzte Fassung der Dissertation München 1985).
- Mvnicipivm Arae Flaviae. Militärisches und ziviles Zentrum im rechtsrheinischen Obergermanien. Das römische Rottweil im Licht neuer Ausgrabungen. In: Bericht der Römisch-Germanischen Kommission. 73, 1992, ISSN 0341-9312, S. 271–313.
- mit Hartmut Kaiser: Lopodunum I. Die römischen Befunde der Ausgrabungen an der Kellerei in Ladenburg 1981–1985 und 1990 (= Forschungen und Berichte zur Vor- und Frühgeschichte in Baden-Württemberg. Band 50). 2 Teilbände (Text und Beilagen), Theiss, Stuttgart 1994, ISBN 3-8062-1170-1.
- als Herausgeber: Die Kirche St. Quirinus in Tegernsee und ihr Stiftergrab: Archäologie, Bauforschung, Geschichte, Anthropologie und Textilkunde. Volk, München 2021, ISBN 978-3-86222-405-0.
- mit Andrea Faber, Herbert Riedl und Frank Söllner: Studien zur frühen provinzialrömischen Bevölkerung von Günzburg (= Materialhefte zur bayerischen Archäologie. Band 114). 3 Teilbände, Verlag Michael Lassleben, Kallmünz (Oberpfalz) 2022, ISBN 978-3-7847-5414-7.